# دانشکده هنرهای دراماتیک تهران
دانشکده هنرهای دراماتیک تهران در سال ۱۳۳۴ تأسیس شده و فعالیتش تا سال ۱۳۳۸ ادامه داشته‌است. تشکیلات نمایش بر پایه و اصول علمی در اداره کل هنرهای زیبای کشور و دانشگاه تهران زیر نظر استادان امریکایی (پروفسور فرانک دیویدسون، پروفسور جورج کوئین‌بی و دکتر اف بلچر) ایجاد شد. این تشکیلات ابتدا هنرستان آزاد هنرهای دراماتیک نام گرفت، که بعدها به دانشکده هنرهای دراماتیک تهران تغییر نام داد، و نخستین دانشکده تئاتر در ایران بود.
این دانشکده پس از ماجراهای انقلاب فرهنگی و با بازگشایی دانشگاه‌ها در سال ۱۳۶۲ عنوانش به دانشکده سینما و تئاتر تغییر کرد.
دانشکده سینما و تئاتر دانشگاه هنر هم‌اکنون دارای دو گروه تحصیلی در مقطع کارشناسی (سینما و تئاتر) و سه گروه تحصیلی در مقطع کارشناسی ارشد (انیمیشن، سینما و نمایش) است. دانشجویان مقطع کارشناسی سینما در یکی از چهار گرایش کارگردانی، تدوین، فیلمنامه‌نویسی و فیلمبرداری و دانشجویان مقطع کارشناسی تئاتر در یکی از چهار گرایش ادبیات نمایشی، بازیگری و کارگردانی، نمایش عروسکی و طراحی صحنه تحصیل می‌کنند.